# Annette Bear-Crawford
Annette Bear-Crawford (Collingwood, Melbourne; 1853-Middlesex, Londres,1899) fue una feminista sufragista australiana y federacionista del Estado de Victoria.

## Biografía
Bear-Crawford nació en el este Melbourne, su familia era rica y pasó su infancia entre Australia e Inglaterra. Tuvo tres hermanos y cinco hermanas. Su padre quiso dar a sus hijas todas las ventajas educativas y así Bear-Crawford fue enseñada por institutrices en Australia e Inglaterra antes de asistir al Cheltenham Ladies´ College en Gloucestershire. Después de un tiempo en Francia y Alemania, se formó en trabajo social en Inglaterra donde adquirió experiencia de trabajo en barrios marginales de la ciudad y en el London´s New Hospital. Conoció a líderes del movimiento de mujeres y se hizo conocida como miembro activa de la Asociación Nacional de Vigilancia.

### El sufragio de las mujeres
En abril de 1890, Bear-Crawford se reunió con su madre en Victoria donde se convirtió en una fuerte líder en el creciente movimiento de mujeres que en ese entonces estaba más preocupado por obtener la franquicia. Creía que el voto sería el instrumento más eficaz para mejorar las condiciones de vida de las mujeres. Usó sus excelentes habilidades organizativas para fortalecer y eventualmente unir las sociedades de sufragio existentes. Con el apoyo de la Unión de Mujeres Cristianas por la Templanza (WCTU), formó la Liga de Sufragio (Franquicia) de Mujeres de Victoria. Luego, por iniciativa suya, en 1894 se fundó el United Council for Women's Suffrage, con representantes de organizaciones interesadas en la causa; fue primera presidenta y luego secretaria honoraria. El consejo presionó a políticos y concejales municipales y organizó una petición monstruosa a favor del sufragio femenino, pero no logró persuadir a los miembros del Consejo Legislativo para que permitieran la aprobación de un proyecto de ley de franquicia.
Bear-Crawford también ayudó a educar a las mujeres para el trabajo público. Como oradora consumada y lógica, entrenó a otras mujeres en el arte junto a Vida Goldstein que la acompañó a las reuniones, le mostró cómo manejar a los que interrumpen y responder preguntas. Bear-Crawford se dirigió constantemente a WCTU y reuniones de sufragio y también alentó a las mujeres a ser elegidas para los consejos escolares. Ayudó a obtener enmiendas a la legislación que afecta a las mujeres, incluido el aumento de la edad de consentimiento a los dieciséis años, y el nombramiento de mujeres como inspectoras de fábrica y para el Comité de Asilo Benevolente. También vio la necesidad de que las matronas de la policía y las mujeres administraran la Ley de Protección de la Vida Infantil (1890), y fue una de las primeras miembros de la Sociedad para la Prevención de la Crueldad contra los Niños y de la Sociedad de Vigilancia de Victoria. Fue un estímulo e inspiración para las feministas victorianas de la época. Quizás su logro más perdurable fue la fundación en Melbourne del Hospital para Mujeres Queen Victoria, que surgió de su preocupación por el bienestar de las madres solteras y sus hijos; organizó el exitoso fondo Queen's Willing Shilling en 1897 para lanzar el plan, pero no vivió para ver la apertura del hospital.

### Vida personal
En 1894, a la edad de 41 años, Bear-Crawford casada con William Crawford, un abogado nueve años menor que ella, a partir de este momento se la conoció como la Sra. Bear-Crawford. Su matrimonio le trajo felicidad, pero hizo poco para cambiar la fluidez de su vida. Beatrice Webb la describió como una

mujer inteligente de temperamento gentil que me hace compañía con el descuido de su vestido

Doméstica, cariñosa y culta, tenía una naturaleza adorable y alegre, pero como feminista apasionada creía firmemente en la igualdad entre mujeres y hombres. The Age informó en un editorial del 22 de septiembre de 1897 que ella había pronunciado la asombrosa máxima de que la mayoría de las cosas que valía la pena tener fueron originalmente producidas por mujeres. El hombre, dijo, es destructivo, mientras que la mujer es constructiva.
En noviembre de 1898, después de una velada de despedida en el Ayuntamiento de Prahran, partió hacia Inglaterra para asistir a la Conferencia Internacional de Mujeres. Su esposo se reunió con ella en Londres solo tres semanas antes de que muriera de neumonía, el 7 de junio de 1899, a los 46 años.

## Premios y reconocimientos
- Servicio conmemorativo celebrado en la Catedral de San Pablo en Melbourne el 4 de julio.

- Inauguración en 1902 de una estatua en Londres en su memoria y, en homenaje a su trabajo en Inglaterra y Australia, sus amigos ingleses colocaron una placa de bronce en la pared de Christ Church, South Yarra.[4][5]

- En 2007, Bear-Crawford fue incluida en el Cuadro de Honor de Mujeres Victoriano.[6]